# Brogyányi Jenő
Brogyányi és Pusztakováchi Brogyányi Jenő (Besznyákfalva (Nyitradivék), 1830. június 4. – Budapest, 1893. május 5.) 1848-as százados, megyei hivatalnok.

## Élete
Brogyányi Imre unokája, Brogyányi Imre közbirtokos, főszolgabíró, 1848/49-es országgyűlési képviselő és Brogyányi Franciska (1812 körül – 1884) fia. Testvére volt Brogyányi Vince.
Gimnáziumot végzett. 1847-től hadfi (kadét) volt a 2. Sándor gyalogezredben. 1848. július 31-ével felvették a magyar nemesi testőrséghez, de nem vonult be.
1848 nyarán ezredével részt vett a délvidéki szerb felkelők elleni harcokban. Októbertől hadnagy a 34. honvédzászlóaljnál, majd még ugyan abban a hónapban főhadnagy lett a Győrben alakuló 23. honvédzászlóaljnál. A hónap második felében alakulatával bevonult a fel-dunai sereghez. 1849 januárjától százados volt zászlóaljánál a VII. hadtestben, majd az abból kivált Kmety-hadosztálynál. A szabadságharc végén a június 27-i marcaltői csatában két századdal alakulatától elszakadt, s a komáromi várőrséggel tette le a fegyvert.
Az 1850-es években szülőhelyén gazdálkodott. 1867-től Nyitra vármegye pénztárnoka lett. Az újonnan felállított honvédségnél 1869. augusztus 26-tól I. százados volt. 1890-ben vármegyei díjnok Körmöcbányán. 1892-től haláláig a pesti honvéd menház lakója volt.
A Nyitra vármegyei Honvédegylet tagja volt. 1870-től Kámánházy Béla ajánlására a Magyar Történelmi Társulat tagja.
1858-tól felesége sajókazai és radványi Radvánszky Natália volt (?-Barskapronca, 1900.). Gyermekeik Brogyányi Ferenc, Ilona, Mária, Jenő, János, Kálmán és András voltak.